# Автошлях Т 1737
Автошля́х Т 1715 — автомобільний шлях територіального значення у Полтавській області. Проходить територією Хорольського району через Вишневе — Новий Байрак — Бочки — Ковтуни. Загальна довжина — 16 км.

## Маршрут
Автошлях проходить через такі населені пункти:
| Автошлях Т 1737    |        |
| Полтавська область |        |
| Хорольський район  |        |
| Вишневе            | Т 1716 |
| Козубівка          |        |
| Новий Байрак       |        |
| Коломійцеве Озеро  | Т 1709 |
| Бочки              |        |
| Ковтуни            | E40М03 |